# David Cortes da Silva
David Cortes da Silva, ou simplesmente Davi (Rio de Janeiro, 19 de novembro de 1963) é um ex-futebolista brasileiro que atuava como zagueiro.

## Carreira
Veio para a cidade de Santos ainda quando criança, devido a profissão de seu pai e com aproximadamente 12 anos, participou das Manhãs Esportivas do Santos, torneio realizado pelo clube para garimpar jovens talentos onde, como atacante, foi Campeão do torneio e o artilheiro.
Começou a jogar no juvenil do Santos, em 1978, onde fez grande parte de sua carreira profissional. Estreou em 1 de junho de 1983, no empate em 1–1 com São José EC, na Vila Belmiro.
Pela Seleção Brasileira, integrou a equipe que disputou os Jogos Olímpicos de 1984, em Los Angeles, onde a equipe conquistou a medalha de prata. Tornou-se o primeiro atleta futebolístico do Santos a ganhar uma medalha em Olimpíadas.
Ainda no mesmo ano, fez parte da campanha vitoriosa do título paulista de 1984.
Em maio de 1985, marcou seu primeiro gol pelo Santos, atuando diante da Seleção do Uruguai, em jogo válido pela Copa Kirin, torneio que foi campeão.
Permaneceu até o início de 1990 na equipe santista, quando acertou sua transferência para o Universidad Autonoma Guadalajara, do México.
Após uma única passagem no futebol do exterior, pelo Verdy Tokyo do Japão entre 1991 e 1992, atuou por outros clubes do interior do estado de São Paulo como América, Guarani e São José.
Após encerrar a carreira de atleta, passou a atuar como empresário, buscando detectar jovens talentos. Foi representante do Jaguares, do México, entre 2003 e 2007.